# Дроздовская, Татьяна Евгеньевна
Татьяна Евгеньевна Дроздовская (бел. Таццяна Яўгенаўна Драздоўская; 6 декабря 1978, Минск, Белорусская ССР, СССР) — белорусская яхтсменка, чемпионка мира 2007 в олимпийском классе «Лазер Радиал», участница шести подряд Олимпийских игр: 2000, 2004, 2008, 2012, 2016, 2020. Заслуженный мастер спорта Республики Беларусь (2008). Президент Белорусской федерации парусного спорта (2017—2018).

## Спортивная биография
В школе занималась плаванием, в парусный спорт перешла в 14 лет. Ходила на швертботах-одиночках «Луч», «Европа», «Лазер Радиал». В международных соревнованиях дебютировала в 1997 году. В «Лазере радиал» завоевала звания чемпиона мира в 2007 году и чемпиона Европы в 2015 году, достигала первого места в мировом рейтинге в этом классе в 2013 году.
Из шести выступлений на Олимпиадах лучший результат показан на Играх 2012 года — 15-е место.
С мая 2017 по сентябрь 2018 года возглавляла Белорусскую федерацию парусного спорта.
Окончила Белорусский государственный университет физической культуры. Офицер-пограничник (2016).

## Семья
Сын Николай (2006)